# Edward Boyd
Pour les articles homonymes, voir Boyd.
Edward Boyd, né le 11 mai 1916 à Stevenston, dans le North Ayrshire, et mort le 17 décembre 1989 à Glasgow, en Écosse, est un écrivain et un scénariste écossais. Connu pour ses nombreux scénarios de séries télévisées, il est l'auteur d'un roman policier écrit en collaboration avec Roger Parkes, Le Fil rompu (The Dark Number) qui remporte le grand prix de littérature policière en 1975.

## Biographie
Edward Boyd naît à Stevenston dans le North Ayrshire en 1916. 
Il travaille comme scénariste pour la télévision et le cinéma britannique. Il est notamment connu pour avoir imaginé plusieurs séries télévisées, comme The Odd Man, The Corridor People, The Dark Number, The View from Daniel Pike ou Huntingtower dans les années 1960 et 1970. En 1967, il collabore à l'écriture du scénario du film policier Trois milliards d'un coup (Robbery) de Peter Yates qui s'inspire de l'attaque du train postal Glasgow-Londres en 1963. Il reçoit avec George Markstein et Peter Yates le prix du meilleur scénario original de la Writers' Guild of Great Britain pour ce travail.
En 1973, il écrit en collaboration avec l'écrivain et scénariste anglais Roger Parkes le roman policier Le Fil rompu (The Dark Number). Ce roman remporte en France le grand prix de littérature policière en 1975.
Il meurt à Glasgow en 1989, à l'âge de 73 ans.

## Filmographie

### Au cinéma
- 1967 : Trois milliards d'un coup (Robbery) de Peter Yates

### À la télévision
- 1954 : Crime on Our Hands
- 1960-1963 : The Odd Man
- 1962 : Saki
- 1966 : The Corridor People
- 1966-1967 : The Dark Number
- 1967-1968 : The Wednesday Play, deux épisodes
- 1970 : Confession, un épisode
- 1970 : Menace, un épisode
- 1971 : Paul Temple, un épisode
- 1972 : Late Night Theatre, un épisode
- 1971-1973 : The View from Daniel Pike
- 1976 : Crown Court, deux épisodes
- 1977 : The XYY Man, trois épisodes
- 1978 : Huntingtower
- 1981 : The Strangers, deux épisodes
- 1982 : Badger by Owl-Light
- 1982 : The Chinese Detective, deux épisodes

## Œuvre littéraire
- The Dark Number (1973, coécrit avec Roger Parkes) Publié en français sous le titre Le Fil rompu, traduit par de Maurice-Bernard Endrèbe, Paris, Éditions OPTA, coll. « Littérature policière », 1975,  (ISBN 2-7201-0020-X)

## Prix et distinctions
- Writers' Guild of Great Britain : prix du meilleur scénario original en 1968 pour Trois milliards d'un coup (Robbery) avec Peter Yates et George Markstein
- Grand prix de littérature policière en 1975 pour le roman Le Fil rompu (The Dark Number), écrit en collaboration avec Roger Parkes[1]